# Мерідіан (Міссісіпі)
Мерідіан (англ. Meridian) — місто (англ. city) в США, адміністративний центр округу Лодердейл штату Міссісіпі. Населення — 35 052 особи (2020).

## Географія
Мерідіан розташований за координатами 32°23′3″ пн. ш. 88°41′22″ зх. д. / 32.38417° пн. ш. 88.68944° зх. д. (32.384191, -88.689440). За даними Бюро перепису населення США в 2010 році місто мало площу 141,17 км², з яких 139,18 км² — суходіл та 1,99 км² — водойми.

### Клімат
| Клімат : Мерідіан       | Клімат : Мерідіан | Клімат : Мерідіан | Клімат : Мерідіан | Клімат : Мерідіан | Клімат : Мерідіан | Клімат : Мерідіан | Клімат : Мерідіан | Клімат : Мерідіан | Клімат : Мерідіан | Клімат : Мерідіан | Клімат : Мерідіан | Клімат : Мерідіан | Клімат : Мерідіан |
| Показник                | Січ.              | Лют.              | Бер.              | Квіт.             | Трав.             | Черв.             | Лип.              | Серп.             | Вер.              | Жовт.             | Лист.             | Груд.             | Рік               |
| Абсолютний максимум, °C | 28,3              | 30,0              | 33,9              | 35,0              | 37,2              | 40,0              | 41,7              | 41,1              | 40,6              | 36,1              | 31,7              | 28,9              | 41,7              |
| Середній максимум, °C   | 13,6              | 16,1              | 20,6              | 24,6              | 28,4              | 31,8              | 33,2              | 33,1              | 30,4              | 25,2              | 19,8              | 14,9              | 24,3              |
| Середній мінімум, °C    | 0,6               | 2,4               | 5,7               | 9,5               | 14,7              | 18,9              | 20,8              | 20,6              | 17,2              | 10,6              | 5,3               | 2,0               | 10,7              |
| Абсолютний мінімум, °C  | −17,8             | −21,1             | −9,4              | −2,2              | 3,3               | 5,6               | 12,2              | 9,4               | 1,1               | −4,4              | −8,9              | −16,7             | −21,1             |
| Норма опадів, мм        | 130               | 142               | 138               | 121               | 114               | 112               | 131               | 101               | 87                | 96                | 126               | 129               | 1426              |
| Днів з опадами          | 9,8               | 9,9               | 9,4               | 8,6               | 9,0               | 10,2              | 11,6              | 9,4               | 7,2               | 7,4               | 8,7               | 9,9               | 111,1             |
| ----------------------- | ----------------- | ----------------- | ----------------- | ----------------- | ----------------- | ----------------- | ----------------- | ----------------- | ----------------- | ----------------- | ----------------- | ----------------- | ----------------- |
| Джерело: NOAA           |                   |                   |                   |                   |                   |                   |                   |                   |                   |                   |                   |                   |                   |

## Демографія
Згідно з переписом 2010 року, у місті мешкало 41 148 осіб у 16 509 домогосподарствах у складі 10 154 родин. Густота населення становила 291 особа/км². Було 18591 помешкання (132/км²).
Расовий склад населення:
| - 61,6 % — чорних або афроамериканців - 35,7 % — білих - 0,9 % — азіатів - 0,3 % — корінних американців |

До двох чи більше рас належало 0,9 %. Частка іспаномовних становила 1,7 % від усіх жителів.
За віковим діапазоном населення розподілялося таким чином: 26,6 % — особи молодші 18 років, 59,6 % — особи у віці 18—64 років, 13,8 % — особи у віці 65 років та старші. Медіана віку мешканця становила 34,9 року. На 100 осіб жіночої статі у місті припадало 86,0 чоловіків; на 100 жінок у віці від 18 років та старших — 80,5 чоловіків також старших 18 років.
Середній дохід на одне домашнє господарство становив 49 039 доларів США (медіана — 30 355), а середній дохід на одну сім'ю — 58 078 доларів (медіана — 39 753). Медіана доходів становила 35 899 доларів для чоловіків та 25 761 долар для жінок. За межею бідності перебувало 32,9 % осіб, у тому числі 54,6 % дітей у віці до 18 років та 17,9 % осіб у віці 65 років та старших.
Цивільне працевлаштоване населення становило 16 811 осіб. Основні галузі зайнятості: освіта, охорона здоров'я та соціальна допомога — 28,0 %, роздрібна торгівля — 12,6 %, мистецтво, розваги та відпочинок — 10,9 %.

## Уродженці
- Меріон Піттман-Аллен (1925—2018) — американська журналістка та політична діячка.
- Даяна Ледд (*1935) — американська актриса, режисерка і продюсерка.